# Los Alacranes (nordvästra Mezquital kommun)
Los Alacranes är en ort i Mexiko.   Den ligger i kommunen Mezquital och delstaten Durango, i den centrala delen av landet, 700 km nordväst om huvudstaden Mexico City. Los Alacranes ligger 1 496 meter över havet och antalet invånare är 151.
Terrängen runt Los Alacranes är bergig åt nordväst, men åt sydost är den kuperad. Runt Los Alacranes är det mycket glesbefolkat, med 3 invånare per kvadratkilometer. Närmaste större samhälle är Santa María Magdalena de Taxicaringa, 11,9 km norr om Los Alacranes. I omgivningarna runt Los Alacranes växer huvudsakligen savannskog.